# Suecia en los Juegos Olímpicos de Squaw Valley 1960
Suecia estuvo representada en los Juegos Olímpicos de Squaw Valley 1960 por un total de 47 deportistas que compitieron en 6 deportes.  
El portador de la bandera en la ceremonia de apertura fue el jugador de hockey sobre hielo Einar Granath.

## Medallistas
El equipo olímpico sueco obtuvo las siguientes medallas:
| Nombre                                                  | Deporte               | Competición |
| ------------------------------------------------------- | --------------------- | ----------- |
| Oro                                                     |                       |             |
| Klas Lestander                                          | Biatlón               | 20 km M     |
| Sixten Jernberg                                         | Esquí de fondo        | 30 km M     |
| Irma Johansson Britt Strandberg Sonja Ruthström-Edström | Esquí de fondo        | 3 × 5 km F  |
| Plata                                                   |                       |             |
| Sixten Jernberg                                         | Esquí de fondo        | 15 km M     |
| Rolf Rämgård                                            | Esquí de fondo        | 30 km M     |
| Bronce                                                  |                       |             |
| Rolf Rämgård                                            | Esquí de fondo        | 50 km M     |
| Kjell Bäckman                                           | Patinaje de velocidad | 10 000 m M  |